# Berg en Dalseweg
De Berg en Dalseweg is een straat in het oosten van Nijmegen, in de Nederlandse provincie Gelderland. Het is een doorgaande weg tussen het stadscentrum en de gemeentegrens met Berg en Dal, waar de straat overgaat in de Oude Kleefsebaan.

## Geschiedenis
De Weg naar Cleef werd in de 17de eeuw aangelegd tussen Nijmegen en het Duitse Kleve. In 1882 werd de weg naar Berg en Dal vernoemd. Berg en Dal werd een bekend toeristenoord nadat het luxe 'Grand Hôtel Berg en Dal' er in 1869 was gevestigd. 
Tot 1947 was de naam Berg en Dalscheweg in gebruik.

## Traject
De Berg en Dalseweg is circa 3 km lang en wordt na 250 meter onderbroken door het Mariaplein. Het deel tussen de Sint Canisiussingel en het Mariaplein heette tot omstreeks 1900 'Berg en Dalschestraat. Hier is via de Meester Franckenstraat ook een aansluiting op het Trajanusplein. 
De Berg en Dalseweg is de belangrijkste uitvalsweg voor Nijmegen-Oost. De weg wordt middels vals plat steeds steiler.
De weg loopt parallel aan het Kops Plateau, waar de Romeinen een legerplaats hadden. 
Nabij de Berg en Dalseweg begint de Natuurwandelroute N70.

## Bebouwing
Tot omstreeks 1880 stond er nauwelijks bebouwing aan de Berg en Dalseweg, maar na slechting van de stadswallen in 1876 verrezen er, tussen 1880 en 1910, aan weerszijden imposante villa's, herenhuizen, scholen en kerken. Het gebied rond de oude stadskern van Nijmegen werd volgens het plan van L.A. Brouwer tot ontwikkeling gebracht. Langs de singels en radiale uitvalswegen werd er door projectontwikkelaars en particulieren grond aangekocht ten behoeve van woningbouw voor welgestelden.
De Berg en Dalseweg kwam tijdens de Bevrijding van Nijmegen in september 1944 in de frontlinie te liggen. Een flink deel van de bebouwing ging in vlammen op, waaronder hotel Pays Bas op nummer 1.
Er zijn panden te vinden van de bekende architecten F.A. Ludewig (Berg en Dalseweg 148), Charles Estourgie (Berg en Dalseweg 178), Oscar Leeuw en Nicolaas Molenaar sr., de architect van het meest opvallende gebouw in de straat, het Canisius College (internaat). Er zijn veel gebouwen in de stijl van de art nouveau en art deco te vinden. Verder is er de Sint-Stephanuskerk te vinden en de Maria Geboortekerk. De jeugdinrichting 'De Hunnerberg' begon in 1905 met de bouw van een tuchthuis aan de Berg en Dalseweg, De oorspronkelijke gebouwen zijn de stijl van de art nouveau gebouwd. Ook het huidige Canisius College ligt aan de Berg en Dalseweg.
In het pand aan de Berg en Dalseweg 359 was vanaf 1910 Café Hengstdal gevestigd. Tegenwoordig is dit restaurant Tante Koosje. Ongeveer schuin hiertegenover ligt een tankstation van Tinq.
De Sint Maartenskliniek, die zelf op grondgebied van de gemeente Berg en Dal ligt, heeft haar entree aan de Berg en Dalseweg.

## Afbeeldingen

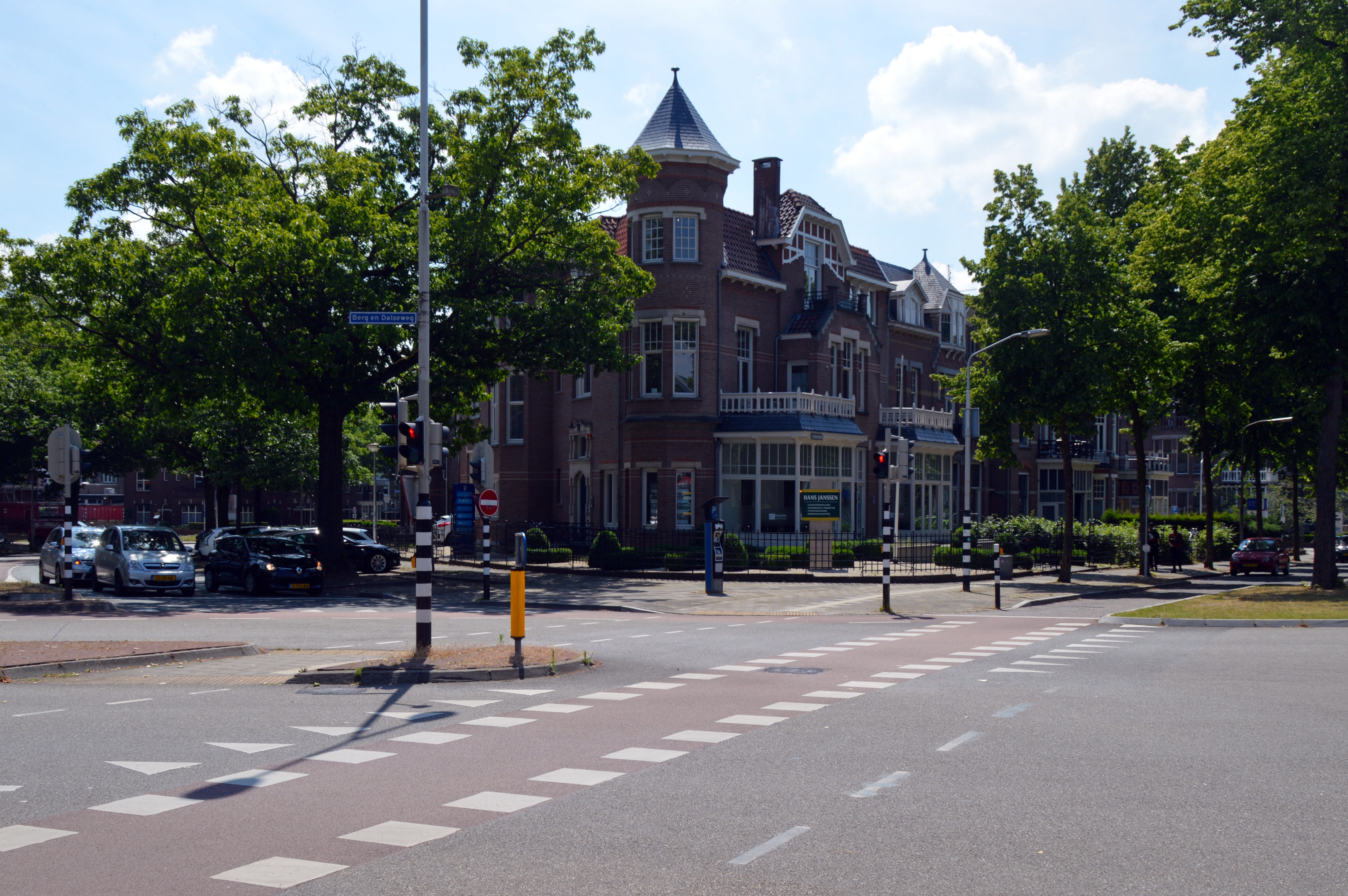
Kruispunt St Canisiussingel Bijleveldsingel en  Berg en Dalseweg
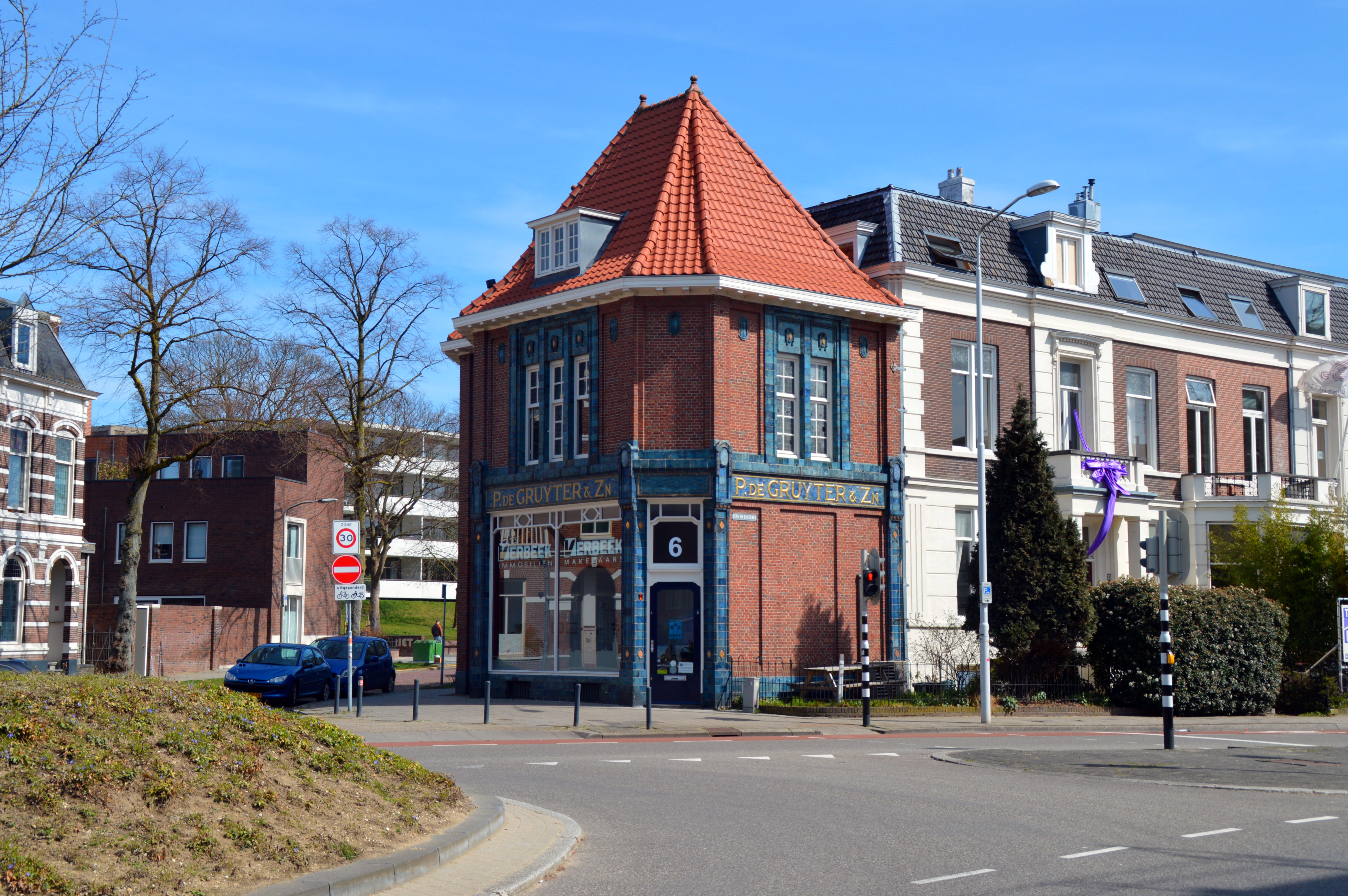
Mariaplein 6-6a Voormalige kruidenier De Gruyter bouwjaar 1917-1919
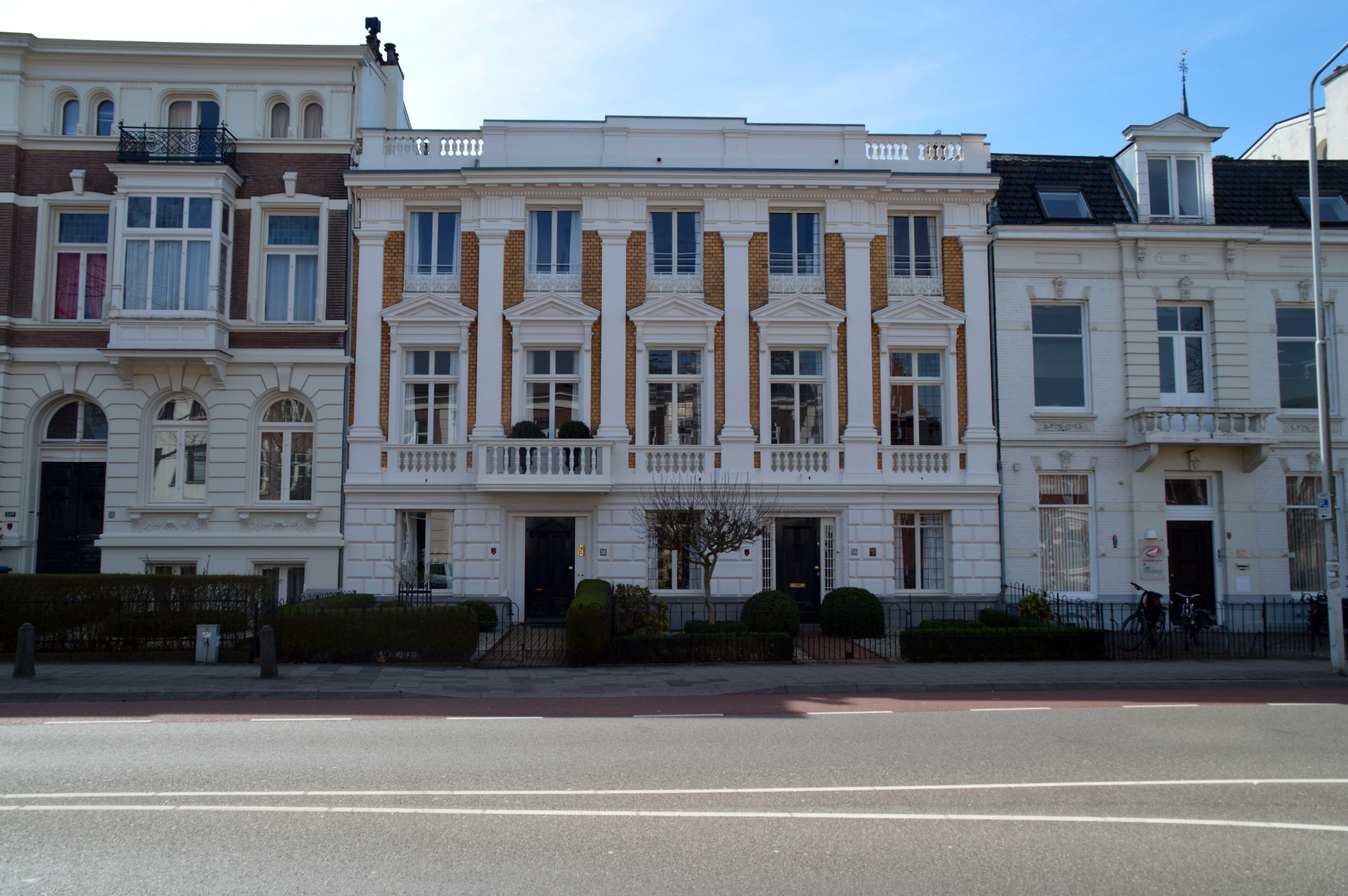
Berg en Dalseweg 54-56 bouwjaar 1890
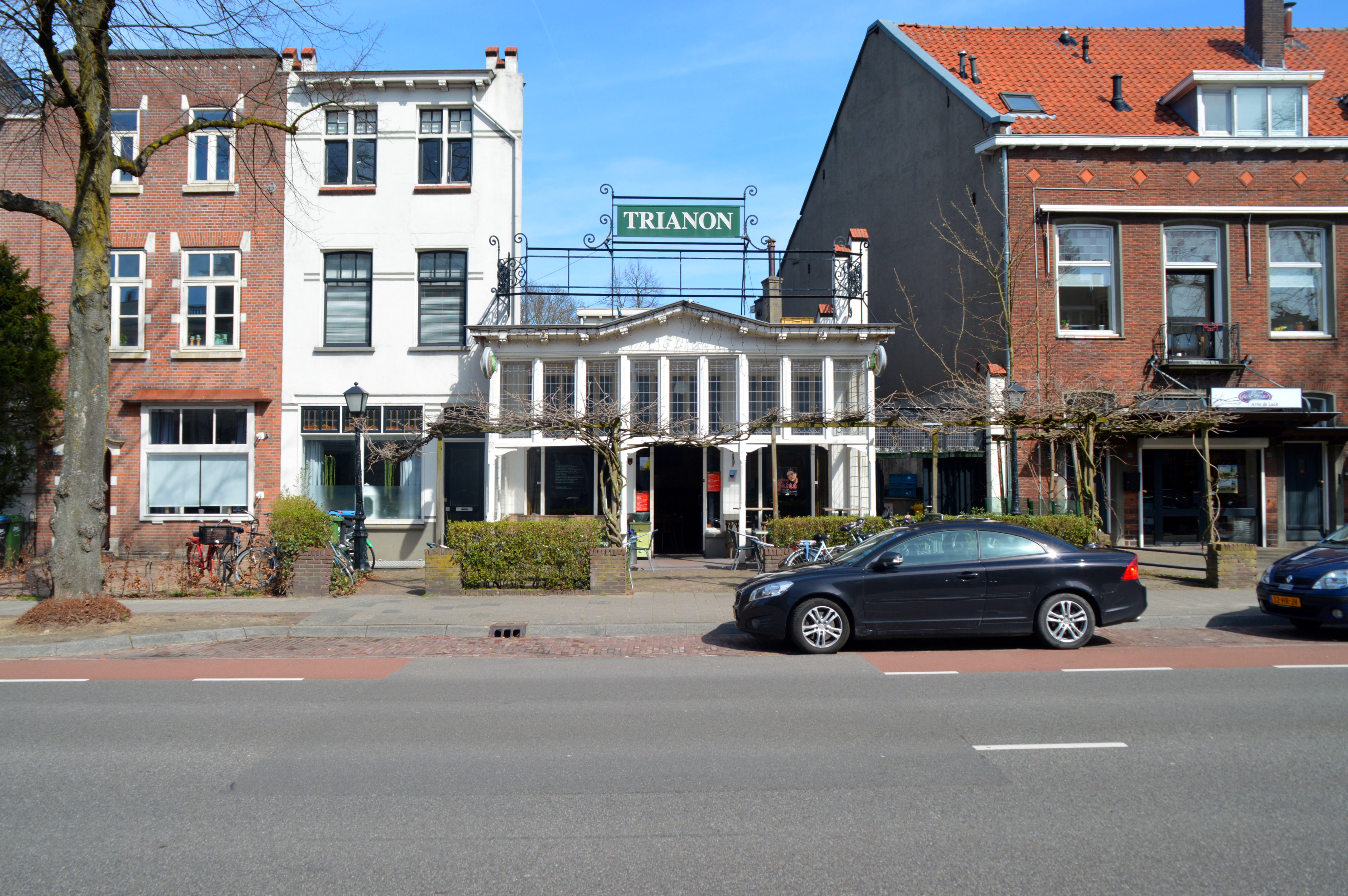
Berg en Dalseweg 33 bouwjaar 1910
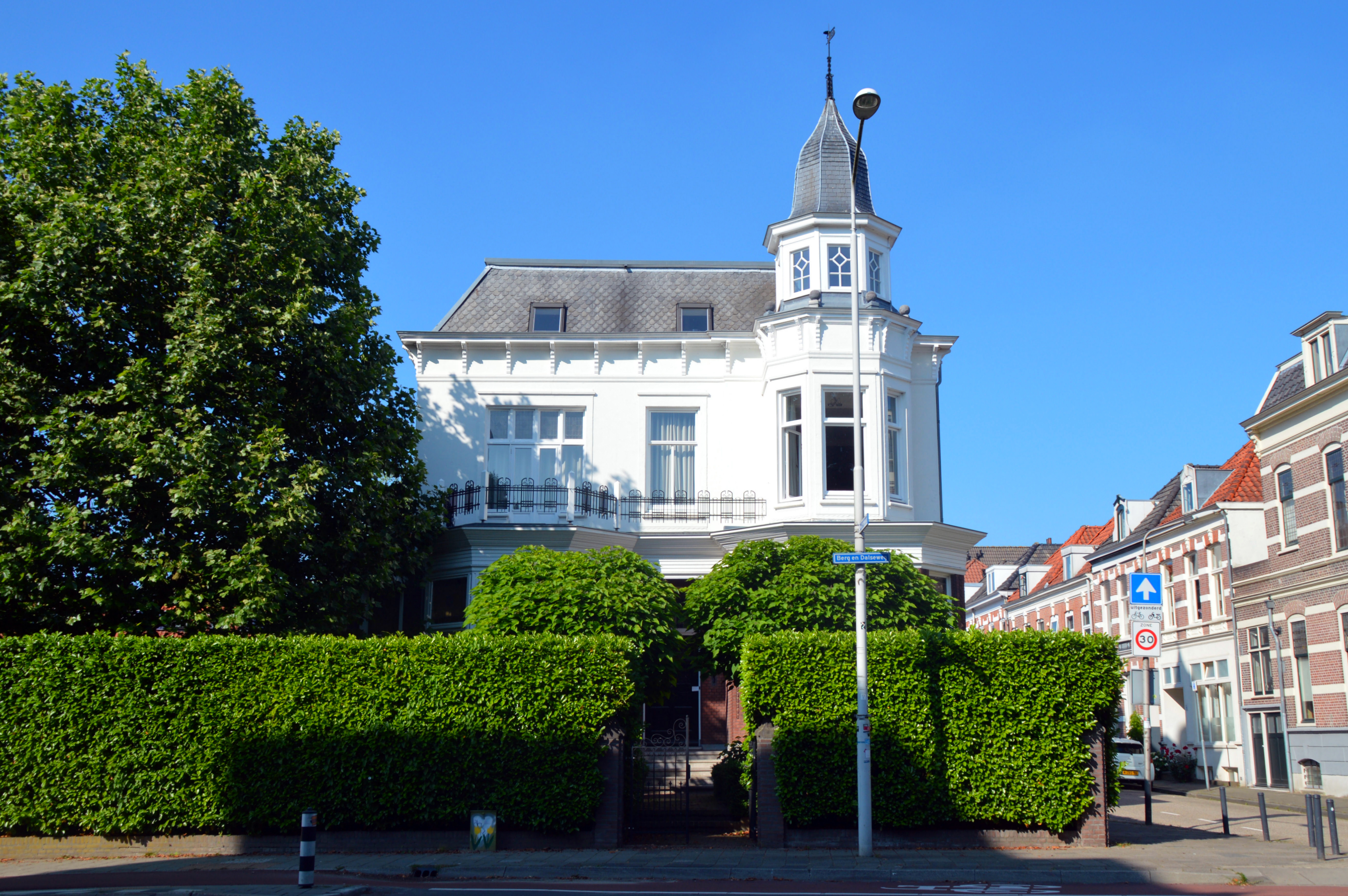
Berg en Dalseweg 47 Villa bouwjaar 1888
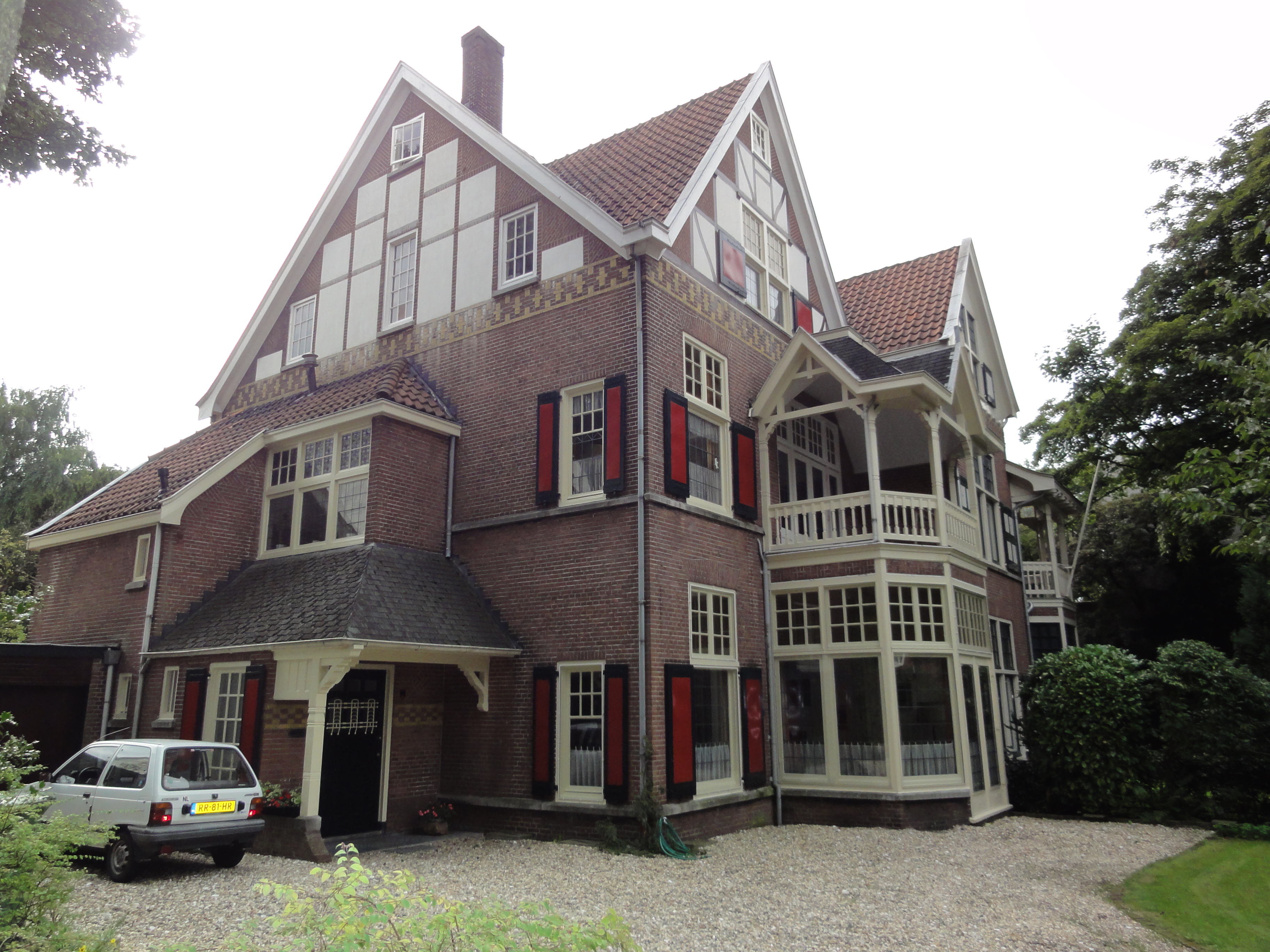
Nijmegen Berg en Dalseweg 146 en 148
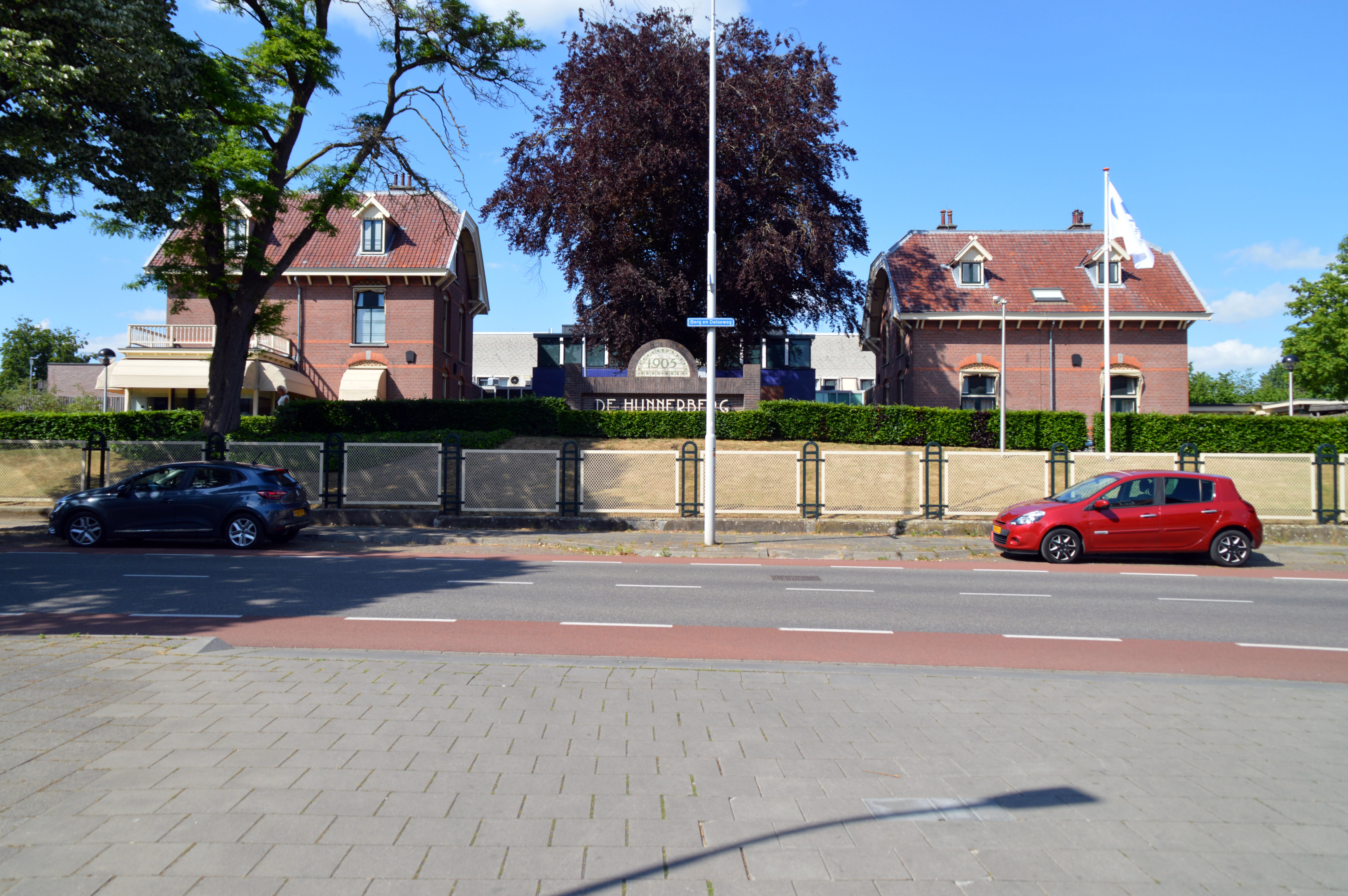
De Hunnerberg Rijks Justitiële Jeugdinrichting (RJJI)
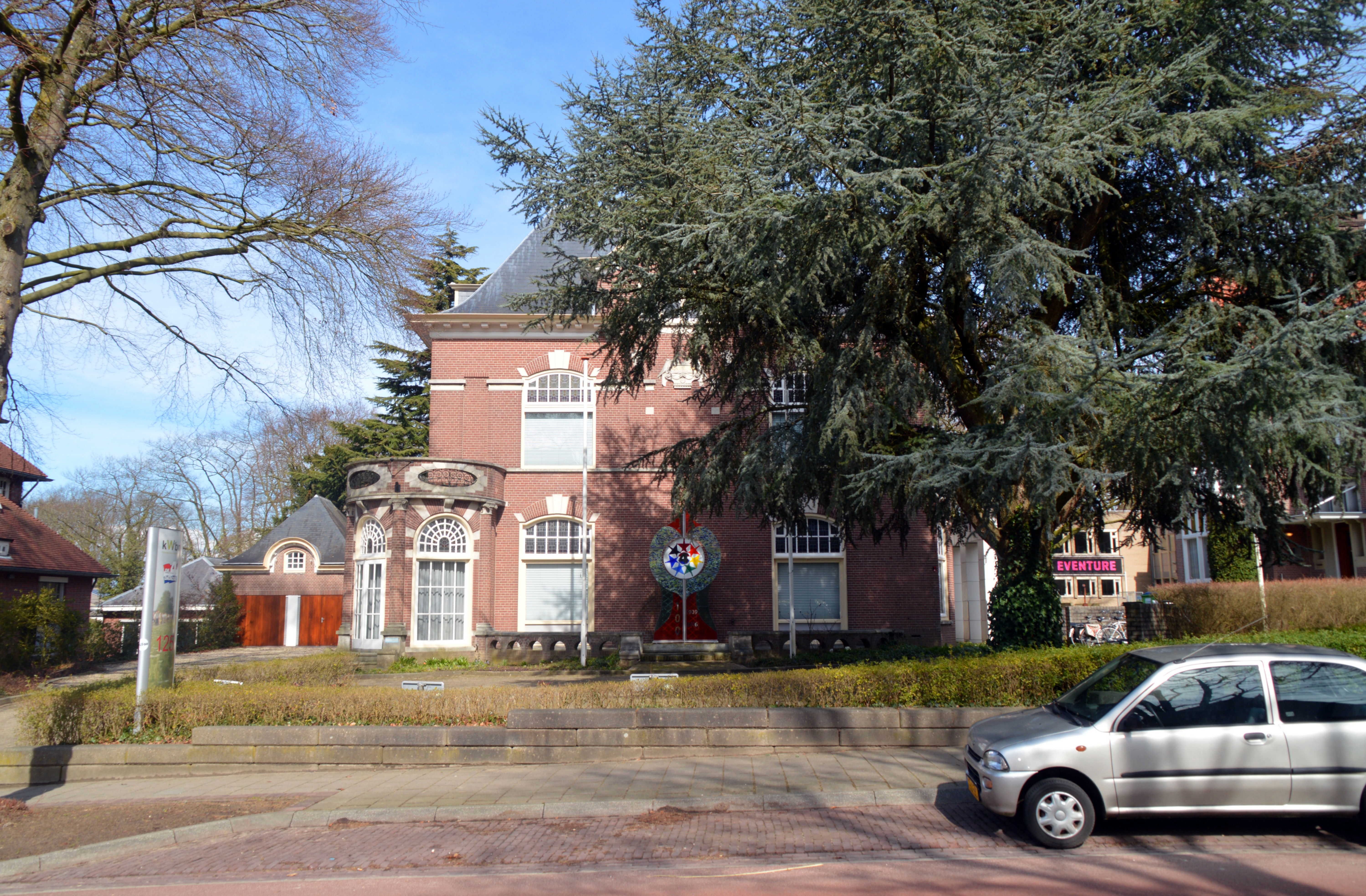
Villa Sonnewyck, Berg en Dalseweg 125 bouwjaar 1905-1910 Architect Oscar Leeuw
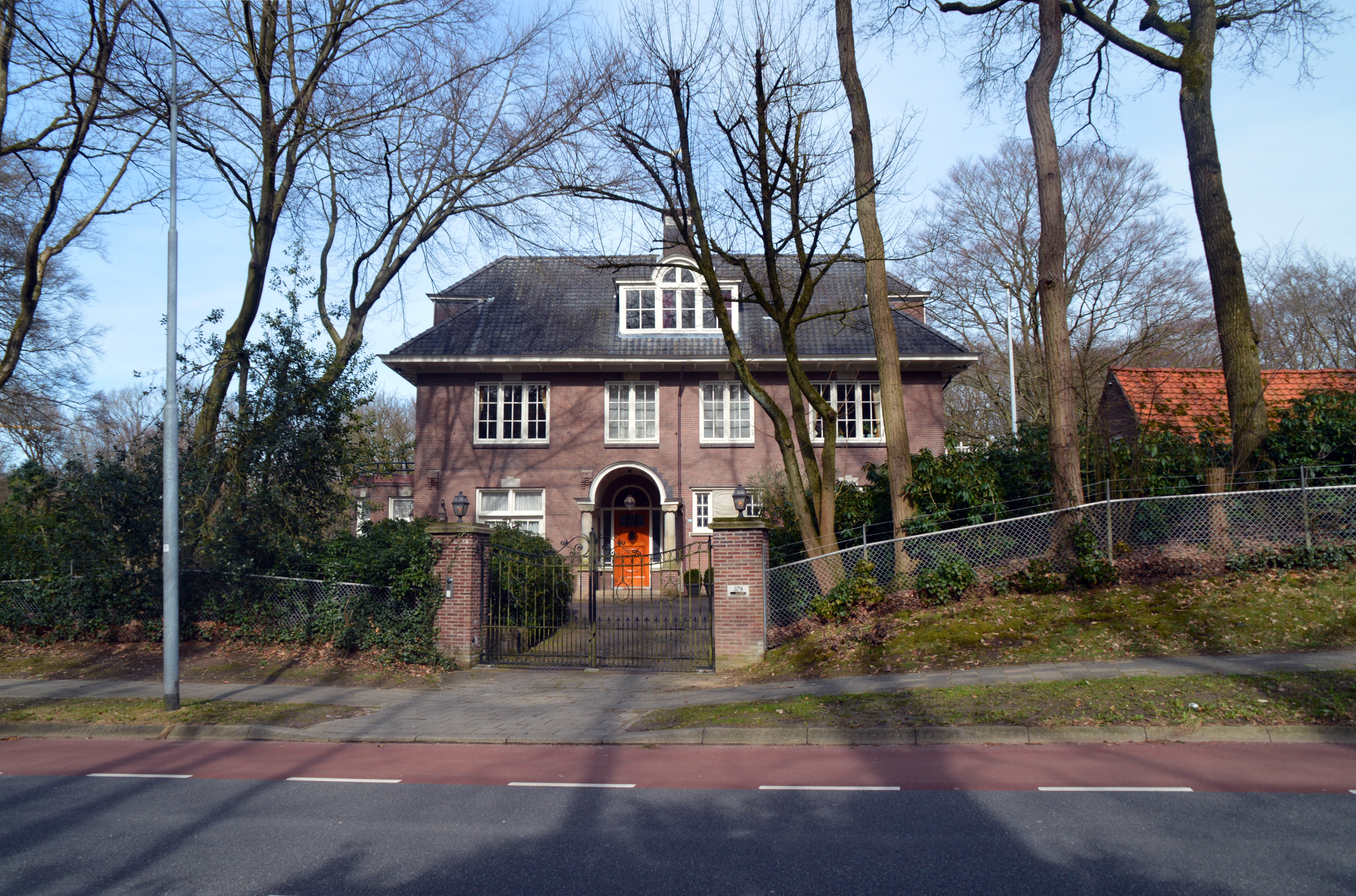
Villa De Zandkuil, Berg en Dalseweg 379 bouwjaar 1915 Architect Oscar Leeuw